# Otrar

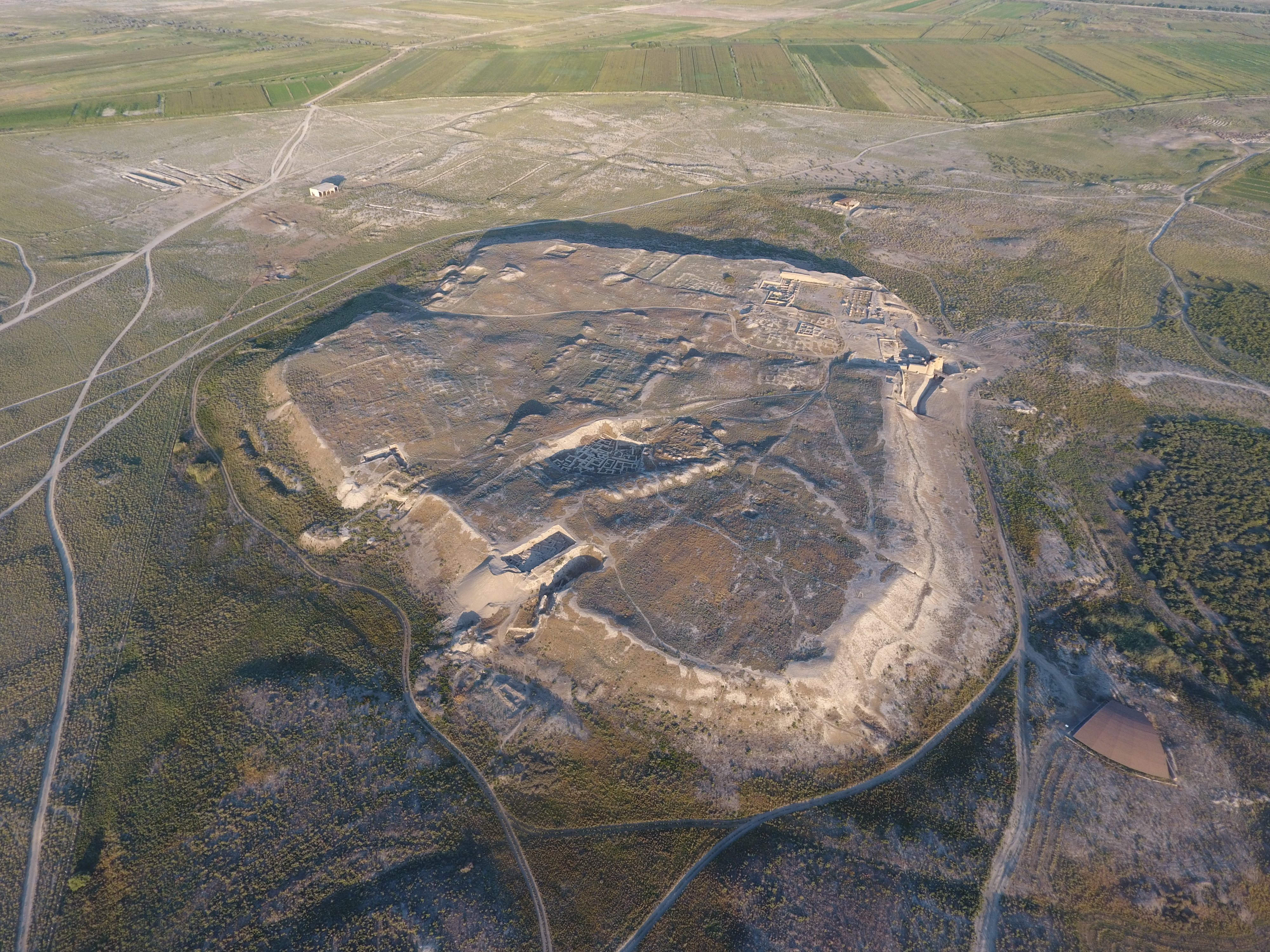
Luftbild

Otrar (kasachisch Отырар Otyrar; auch bekannt als Utrar, Farab, Turar, Tarban oder Tutarband) ist eine ehemals bewohnte Stadt in Zentralasien an  der Seidenstraße. Die Überreste der Stadt liegen in der Nähe von Schäuildir im Gebiet Türkistan im Süden Kasachstans. Otrar hatte eine große Bedeutung in der Geschichte Zentralasiens, da es an der Grenze zur sesshaften und landwirtschaftlichen Zivilisation lag. Es war das Zentrum einer großen Oase und eines politischen Bezirks, das die Verbindung zwischen China, Europa, Nahem- und Mittlerem Osten, Sibirien und dem Ural schuf.

## Geschichte
Der nahegelegene Fluss Syrdarja spielte für Otrar eine große Rolle, denn sein Wasser wurde zum Bewässern benutzt.
Otrar wurde in zahlreichen Schriften arabischer, persischer und türkischer Autoren genannt. Diese Schriften geben es als eine der Städte des Siebenstromlandes wieder.
Die Stadt befand sich an der Mündung von zwei großen Flüssen und es führten Straßen nach Taras, Balasagun und weiter nach Ost-Turkestan. Entlang des Syrdarja führten Straßen nach Taschkent, Sogdien, Merw und Nischapur. Weiter Straßen führten zum Aral und Ural.
Die Oase von Otrar ist nicht eine einzige Stelle, sondern mehr eine große Oase mit einer Reihe von Ortschaften. Jeder Hügel, der die Stelle einer alten Siedlung wiedergibt, hat seinen eigenen Namen: Altyntobe, Dzhalpak-tobe, Kuyuk-Mardan-tobe und Pchakchi-tobe. Früher hatten die Hügel andere Namen, die nun vergessen sind, einzig die Namen von drei Ortschaften sind aus Schriften bekannt und können in den heutigen Ruinen zugeordnet werden.
Verschiedene Schriften aus dem 9. und 10. Jahrhundert stellen Otrar als eine der Ispidjab-Ortschaften dar. Dies steht im Zusammenhang mit der Tatsache, dass Otrar zunächst vom Kalifen, dann von Samaniden unterworfen wurde. Nach wie vor blieb Otrar das Zentrum des Bezirks. Es ist ebenso bekannt, dass Otrar seine eigenen Münzen prägte. Als al-Farabi geboren wurde und Aristan-Bab, ein Lehrer von Ahmed Yesevi, seine Predigten hielt, galt Otrar als kulturelles Zentrum.
Der Wohlstand von Otrar wurde von der mongolischen Invasion in Asien unterbrochen. Im Jahr 1218 sandte Dschingis Khan eine Karawane nach Otrar und an den Choresm-Schah Muhammad II. Die Karawane wurde auf Befehl von Muhammad II. und Inalchik Kair-Khan, dem Statthalter, bei der Ankunft überfallen. Er vermutete Spione unter den Karawanenbegleitern. Durch seine Gesandten befahl Dschingis Khan, dass die Schuldigen dafür bestraft werden und forderte Kair-Khans Bestrafung. Im Gegenzug befahl der Choresm-Schah seinen Leuten den Tod der Mongolen.
Im Herbst 1219 erreichten Dschingis Khans Truppen die Mauern von Otrar. Kurz zuvor waren die Mongolen in Köneürgenç, der Hauptstadt der Choresm-Schahs erschienen, wo deren Kriegsrat tagte und einer der Kommandeure zur offenen Schlacht gegen die Mongolen riet. Muhammad II. wählte allerdings einen anderen Weg. Er verteilte seine Truppen über die Garnisonen der Städte, so dass die Kommandeure einzeln kämpfen konnten. Die Quellen beschreiben die Verteidigung von Otrar folgendermaßen:
„…Bevor die Mongolen zur Stadt Otrar kamen, mussten sie Zelte um die Stadt aufbauen. Der Sultan gab Kair-Khan 50.000 Leute von der Front und sandte Karach Khodzhib mit mehr als 10.000 Leuten zur Hilfe. Die Zitadelle wurde befestigt und viele Waffen wurden für die Truppen gesammelt. Kair-Khan unternahm Vorbereitungen, um innerhalb der Stadt zu kämpfen, und setzte die Infanterie und Kavallerie nahe den Toren ein. Er bestieg die Mauer und schaute sich um, biss dann auf seine Zunge, weil er von dem überrascht war was er sah. So weit er sehen konnte, war die Ebene voll einer brodelnden Menge und prächtiger Truppen, während in der Luft der Lärm aus Gebrüll und Krach von wiehernden, gepanzerten Pferden und heulenden Maultieren lag. Die Truppen setzten sich um die Festung herum an…“

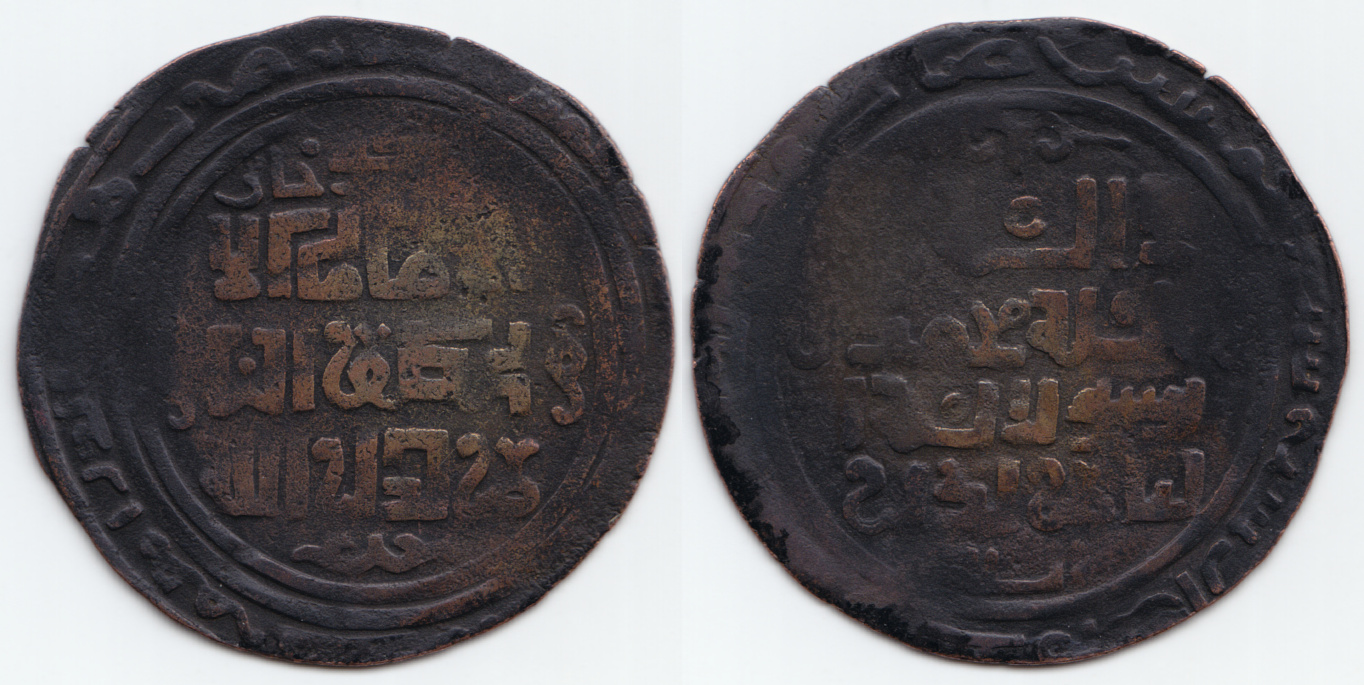
Kupferdirham wurde 1258–1259 während der Regierungszeit von Khan Möngke in Otrar geprägt.

Trotz der Verteidigung wurde die Stadt zerstört, seine Bevölkerung massakriert und versklavt. Viele Dörfer in der Oase wurden aufgegeben und nie wiederaufgebaut. Otrar jedoch wuchs wieder während der Unruhejahre nach Dschingis Khans Tod an. Die Stadt wurde wieder ein wichtiges politisches und wirtschaftliches Zentrum. Mitte des 13. Jahrhunderts wuchs zu einem großen Handelszentrum zwischen Ost und West an. Während der zweiten Hälfte des 14. Jahrhunderts kam Südkasachstan unter den Einfluss von Timur Tamerlans. Im Februar 1405 bekam Timur beim Besuch seiner Truppen eine Erkältung und verstarb in Otrar.
Der Tod Tarmerlans führte zu mehr Kämpfen, die auf Abu'l-Chairs Machtbestrebungen sich als Khan des Usbeken-Khanats zu positionieren, zurückzuführen sind. Andere Nachfolger Dschingis Khans hatten Anspruch auf das Gebiet erhoben und so herrschte im 16. und 17. Jahrhundert ein andauernder Streit zwischen verschiedenen Parteien, insbesondere zwischen kasachischen Khanaten und den Dsungaren um die Vorherrschaft in der kasachischen Steppe und dem Syrdarja-Gebiet. Trotzdem wurde ein Grad an Stabilität erreicht bis zum Eintreffen der Dsungar in Kasachstan. Diesem folgte eine längere Zeit der Revolte, die in wirtschaftlichen Niedergang der Region und ihrer Städte zur Folge hatte. mit dem Bedeutungsverlust des eurasischen Teils der Seidenstraße, setzte auch der Niedergang der Stadt ein. Während des 17. und 18. Jahrhunderts fiel das Bewässerungssystem aus und der untere Teil des Temir-aryk trocknete aus.
Ende des 18. Jahrhunderts verblieben nur 40 Familien von etwa 5000 bis 700 im 14. bis 17. Jahrhundert in Otrar. Das bewässerte Gebiet schrumpfte auf etwa 5 Quadratkilometer.

## Archäologische Funde

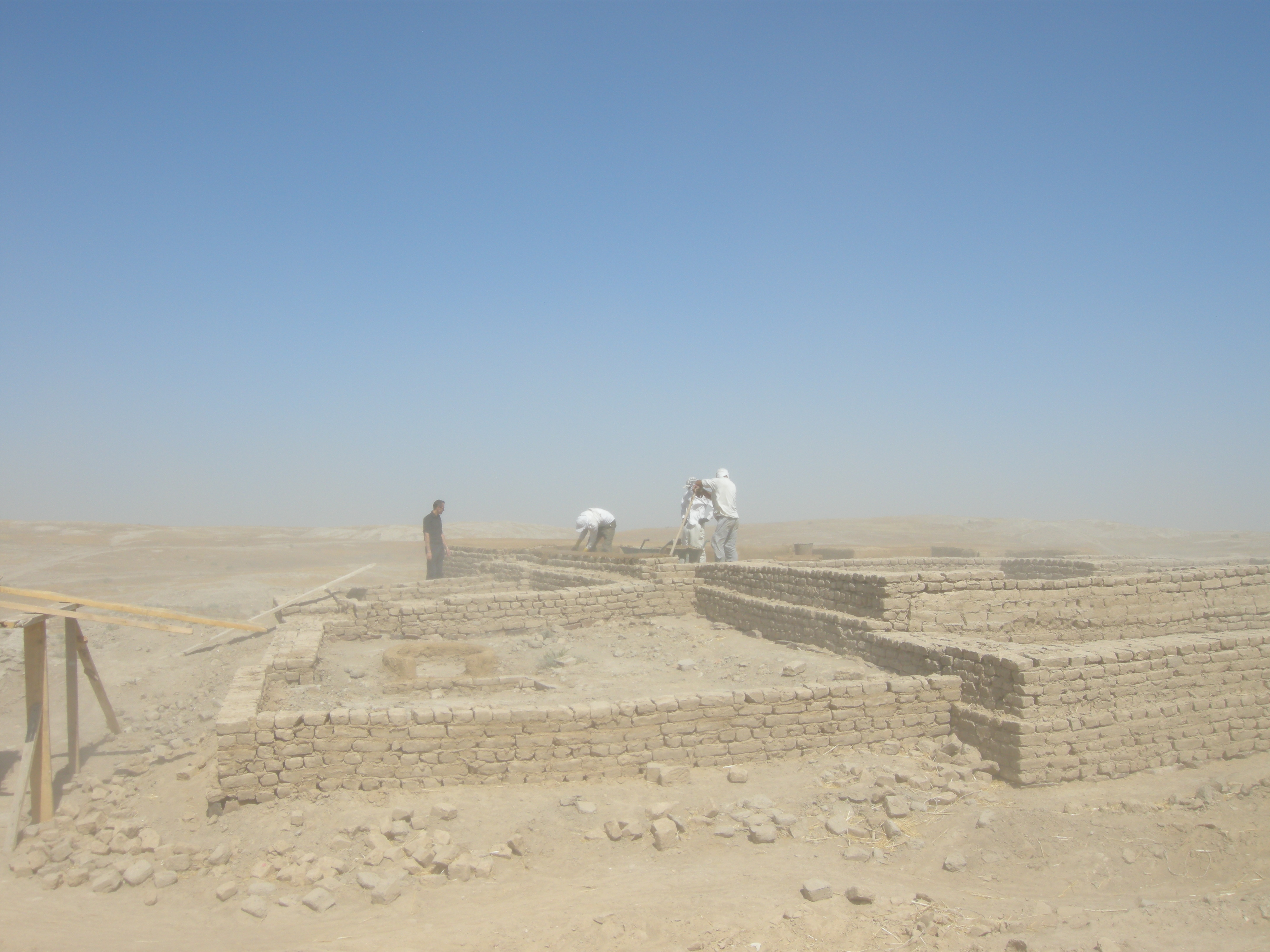

Das Besiedlungsgebiet beträgt etwa 2 Quadratkilometer. Die tiefsten Schichten der Besiedlung wurden auf das erste Jahrhundert und ersten Baudenkmäler auf das 12. Jahrhundert n. Chr. datiert. Otrar wurde als Festung ausgebaut. Das Ark (mittlere Festung) und Shahristan (befestigte Stadt) formten einen fünfeckigen Hügel mit einer Höhe von etwa 18 Metern. Die Fläche der Hügel beträgt 200.000 m².
Die Stadt war dicht besiedelt, so standen die Häuser dicht beieinander und bildeten Gruppen oder Blöcke. Zwei Badehäuser aus dem 9. bis 12. Jahrhundert wurden am Stadtrand außerhalb der Stadtmauer gefunden. Die Bäder hatten zentrale Hallen zum Baden und für Massagen, Räume zum Umkleiden, Toiletten und einen Gebetsraum. Sie hatten einen Versorgungssystem mit heißem Wasser.
Mit Hilfe von ausgegrabenem Geschirr fand man in der Nähe zwei Brennöfen, die zeigten, dass Otrar das Zentrum der Keramikproduktion von Zentralasien war. Die Keramiken waren verziert.